# Stylodactylus tokarensis
Stylodactylus tokarensis is een garnalensoort uit de familie van de Stylodactylidae. De wetenschappelijke naam van de soort is voor het eerst geldig gepubliceerd in 1968 door Zarenkov.